# Federica Valeriano
Federica Valeriano (Vercelli, 15 ottobre 1985) è un'ex pallavolista italiana, di ruolo schiacciatrice.

## Carriera
La carriera d Federica Valeriano comincia nel 2000 quando entra a far parte della squadra del Green Volley Vercelli, dove gioca per tre stagioni, disputando il campionato di Serie D e Serie C. Nella stagione 2003-04 passa all'Unione Sportiva Sanmartinese, in Serie B1; nelle due annate successive poi, resta nella stessa categoria, vestondo la maglia dell'Asystel Volley di Novara.
L'esordio nella pallavolo professionistica avviene nella stagione 2006-07 quando viene ingaggiata dalla Futura Volley Busto Arsizio dove resta per cinque stagioni, vincendo la Coppa CEV 2009-10. Nella stagione 2011-12 passa all'Universal Volley Femminile Modena. Tuttavia, a seguito del fallimento della società, a metà stagione 2012-13, si trasferisce al River Volley di Piacenza, aggiudicandosi due Coppe Italia, due scudetti e due Supercoppe italiane: al termine del campionato 2016-17 annuncia il suo ritiro dall'attività agonistica.

## Palmarès

### Club
- Campionato italiano: 2

2012-13, 2013-14
- Coppa Italia: 2

2012-13, 2013-14
- Supercoppa italiana: 2

2013, 2014
- Coppa CEV: 1

2009-10